# Індійський націоналізм
Індійський націоналізм — одна з багатьох рушійних сил, що сформували індійський рух за незалежність та продовжують здійснювати вплив на політику Індії, а також лежать в основі багатьох контрастних ідеологій, що викликали етнічні та релігійні конфлікти в індійському суспільстві. Індійський націоналізм часто вбирає в себе усвідомлення індійцями того факту, що до 1947 року Індія являла собою більш широкий Індійський субконтинент та мала вплив на частину Азії, відому як Велика Індія.

## Національне самоусвідомлення в Індії

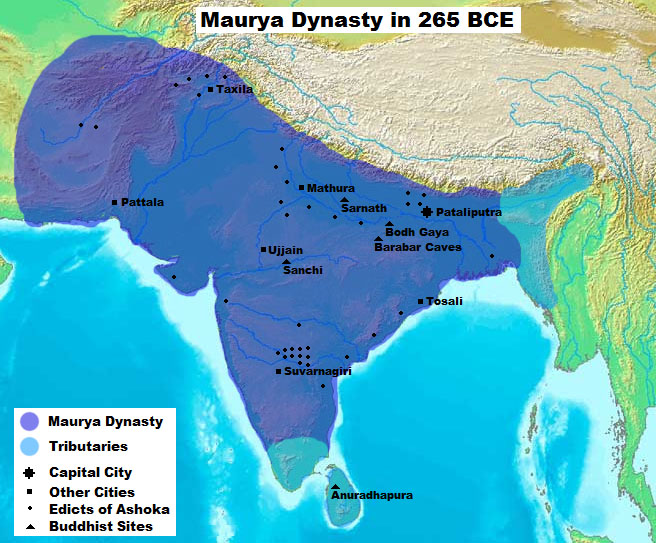
Імперія Маур'їв у період свого найвищого розквіту

Протягом історії Індія об'єднувалася багатьма імператорами. У стародавніх текстах згадується Індія при імператорі Бхарті та Аханд Бхараті, ці регіони приблизно відповідають формі суб'єктів сучасної Великої Індії. Імперія Маур'їв була першою, що об'єднала всю Індію, Південну Азію та більшу частину Персії. Крім того, більша частина Індії також була об'єднена під центральним управлінням таких імперій, як імперія Гуптів, Раштракута, Пала, імперія Великих Моголів, Індійська імперія і так далі.

### Концепція пан-південноазійського руху
Концепція індійської державності базується не лише на територіальних межах свого суверенітету. Націоналістичні настрої та вираження охоплюють стародавню історію Індії як батьківщину цивілізації долини Інду та ведійської цивілізації, а також чотири основні світові релігії — індуїзм, буддизм, джайнізм та сикхізм. Індійські націоналісти бачать Індію, що простягається вздовж цих ліній через Індійський субконтинент.

## Сварадж
Основні статті: Індійський національно-визвольний рух, Повстання сипаїв, Історія індійського Національного Конгресу